# Andrej Chomutov
Andrej Valentinovič Chomutov (in russo Андрей Валентинович Хомутов?; Jaroslavl', 21 aprile 1961) è un ex hockeista su ghiaccio sovietico, dal 1993 russo.

## Palmarès

### Olimpiadi
- Oro a Sarajevo 1984 (con l'Unione Sovietica).
- Oro a Calgary 1988 (con l'Unione Sovietica).
- Oro a Albertville 1992 (con la Squadra Unificata).